# Mugã (Semnã)
Mugã ou Mogã (em persa: مغان; romaniz.: Moghan ou Mughan) é uma localidade do Irã na província de Semnã, condado de Xarude, distrito Central. Segundo censo de 2006, havia 1 631 pessoas e 453 famílias.